# Dualiteit van golven en deeltjes

Schematische weergave van een golfbeweging en een bewegend deeltje

De dualiteit van golven en deeltjes is een beginsel van de kwantummechanica dat zegt dat alle deeltjes zich onder bepaalde omstandigheden als golven gedragen en alle golven zich onder bepaalde omstandigheden als een stroom deeltjes gedragen.
Het begon allemaal met de vraag of licht nu eigenlijk een golf of een stroom deeltjes is.

## Geschiedenis
Christiaan Huygens is vooral bekend geworden met zijn golftheorie van het licht (1678) in zijn Traité de la lumière (1690) (zie ook Principe van Huygens). De latere theorie van Isaac Newton (°1643-1727) in zijn Opticks ging hier tegenin: hij verklaarde weerkaatsing en breking van licht juist met lichtdeeltjes. De experimenten van Thomas Young met interferentie in 1801 konden niet met deeltjes worden verklaard, maar wel met Huygens' golftheorie, zodat Newtons lichttheorie werd verworpen.
Een andere aanwijzing dat licht bestond uit golven kwam in 1873 vanuit Maxwells theorie over elektromagnetisme. In deze theorie opperde James Clerk Maxwell het bestaan van elektromagnetische golven. Maxwell berekende wat de snelheid van deze elektromagnetische golven moest zijn. Deze bleek gelijk te zijn aan de snelheid van het licht, wat deed vermoeden dat licht uit elektromagnetische golven bestond. Later werd in 1886 door Heinrich Hertz experimenteel aangetoond dat elektromagnetische golven echt bestaan. Heinrich Hertz toonde hierbij ook aan dat lichtgolven en elektromagnetische golven vergelijkbaar gedrag vertonen.
In navolging van Christiaan Huygens en Maxwell dachten de fysici daarom dat licht een golfverschijnsel was, maar in 1905 leek Albert Einsteins theorie voor het foto-elektrisch effect erop te wijzen, dat het toch deeltjes betrof.

## Principe
Tegenwoordig weten we dat licht, en ook materiedeeltjes zoals elektronen, zich in sommige opzichten gedragen als deeltjes (in de zin van precies gelokaliseerde, afgemeten dingetjes) en in sommige opzichten als een golf. Elk deeltje voldoet immers aan de schrödingervergelijking, die een golfvergelijking voorstelt.

Experiment met twee spleten waarbij elektronen ("deeltjes") een interferentiepatroon ("golfverschijnsel") laten zien. Bijzonderheid: wanneer de elektronen één voor één achter elkaar door de spleet gaan ontstaat het patroon eveneens.

Een deeltje met impuls p en energie E gedraagt zich bij diffractie en interferentie als een golf met golfvector k en pulsatie ω. Een golfverschijnsel met golfvector k en pulsatie ω gedraagt zich bij wisselwerkingen als een stroom deeltjes met impuls p en energie E.
{\displaystyle p=\hbar k\,}
{\displaystyle E=\hbar \omega \,}
waarin {\displaystyle \hbar } de constante van Dirac voorstelt. In het eendimensionale geval schrijven elementaire leerboeken dit meestal in functie van de golflengte λ en de frequentie ν
{\displaystyle p={\frac {h}{\lambda }}\,}
{\displaystyle E=h\nu \,}
waarin h de constante van Planck voorstelt.
- de beweging wordt het best beschreven met de golfmechanica, die voorspellingen doet van de kans om een deeltje op verschillende plaatsen aan te treffen
- emissie en absorptie gaat per afgemeten hoeveelheid kwantum – typisch voor deeltjes
- ook de hoeveelheid van iets vertoont een deeltjeskarakter: ladingen zijn altijd een geheel veelvoud van (een derde van) de lading van een elektron; de energie van een monochrome lichtstraal is een geheel veelvoud van de energie van één foton van die golflengte.

## Toepassing
Het golf-deeltje-dualisme is een van de eerste merkwaardige dingen die men tegenkomt in de kwantummechanica. Het betekent dat eenvoudige, alledaagse beelden zoals de biljartbal (voor een deeltje) of de watergolf (voor een golfverschijnsel) tekortschieten: wat er in werkelijkheid is, is noch zo een golf, noch zo een deeltje, maar iets waarvoor we beide beelden soms kunnen gebruiken. De volledige, wiskundige beschrijving uit de kwantummechanica laat in het midden wat er precies is.
De snaartheorie heeft een alternatieve uitleg, waarbij het golf- dan wel deeltjesgedrag direct uit de theorie af te leiden is. De snaartheorie is eigenlijk nog een hypothese, hoewel mathematische modellen doen vermoeden dat ze goed te gebruiken is om kwantumfysische processen te beschrijven en voorspellen.